# Аксель Геллер
Аксель Геллер (ісп. Axel Geller; нар. 1 квітня 1999) — колишній аргентинський тенісист.
Найвищу одиночну позицію світового рейтингу — 539 місце досяг 5 серпня 2019, парну — 622 місце — 17 лютого 2020 року.
Завершив кар'єру 2022 року.

## Фінали ATP Челленджер і ITF Ф'ючерс

### Одиночний розряд: 3 (3–0)
| Легенда (одиночний розряд) |
| -------------------------- |
| Тур ATP Челленджер (0–0)   |
| Тур ITF Ф'ючерс (3–0)      |

| Титули за покриттям |
| ------------------- |
| Тверде (3–0)        |
| Ґрунт (0–0)         |
| Трава (0–0)         |

| Результат | В-П | Дата     | Турнір                          | Рівень                | Покриття | Суперник        | Рахунок            |
| --------- | --- | -------- | ------------------------------- | --------------------- | -------- | --------------- | ------------------ |
| Перемога  | 1–0 | Сер 2018 | США F22, Едвардсвілл (Іллінойс) | Ф'ючерс               | Тверде   | Себастьян Корда | 6–2, 4–6, 7–6(7–0) |
| Перемога  | 2–0 | Чер 2019 | M15, Канкун Мексика             | Світовий тенісний тур | Тверде   | Нік Чаппелл     | 6–3, 7–6(7–4)      |
| Перемога  | 3–0 | Вер 2019 | M15, Шампейн (Іллінойс) США     | Світовий тенісний тур | Тверде   | Адам Валтон     | 6–3, 4–6, 6–3      |

### Парний розряд: 3 (3–0)
| Легенда (одиночний розряд) |
| -------------------------- |
| Тур ATP Челленджер (0–0)   |
| Тур ITF Ф'ючерс (3–0)      |

| Титули за покриттям |
| ------------------- |
| Тверде (3–0)        |
| Ґрунт (0–0)         |
| Трава (0–0)         |

| Результат | В-П | Дата     | Турнір                      | Рівень                | Покриття | Партнер            | Суперники                           | Рахунок               |
| --------- | --- | -------- | --------------------------- | --------------------- | -------- | ------------------ | ----------------------------------- | --------------------- |
| Перемога  | 1–0 | Чер 2019 | M15, Канкун Мексика         | Світовий тенісний тур | Тверде   | Ніколас Нехія      | Джоді Маґінлі Джастін Робертс       | 6–7(5–7), 6–1, {10–6] |
| Перемога  | 2–0 | Лип 2019 | M25, Шампейн (Іллінойс) США | Світовий тенісний тур | Тверде   | Хуан Карлос Аґілар | Рікардо Родрігес Кінан Майо         | 6–4, 6–3              |
| Перемога  | 3–0 | Лип 2019 | M25, Даллас США             | Світовий тенісний тур | Тверде   | Хуан Карлос Аґілар | Алан Коен Сантьяго Родрігес Таверна | 6–1, 6–3              |

## Юніорські фінали турнірів Великого шолома

### Одиночний розряд: 2 (2 finals)
| Результат | Рік  | Турнір                           | Покриття | Суперники                  | Рахунок       |
| --------- | ---- | -------------------------------- | -------- | -------------------------- | ------------- |
| Поразка   | 2017 | Вімблдонський турнір             | Трава    | Алехандро Давидович Фокіна | 6–7(2–7), 3–6 |
| Поразка   | 2017 | Відкритий чемпіонат США з тенісу | Тверде   | У Їбін                     | 4–6, 4–6      |

### Парний розряд: 1 (1 перемога)
| Результат | Рік  | Турнір               | Покриття | Партнер | Суперники                        | Рахунок  |
| --------- | ---- | -------------------- | -------- | ------- | -------------------------------- | -------- |
| Перемога  | 2017 | Вімблдонський турнір | Трава    | Сюй Юсю | Юрій Родіонов Міхаель Врбенський | 6–4, 6–4 |